# Bradysia paulistana
Bradysia paulistana är en tvåvingeart som först beskrevs av Lane 1959.  Bradysia paulistana ingår i släktet Bradysia och familjen sorgmyggor. Inga underarter finns listade i Catalogue of Life.